# Vector nul
Într-un spațiu liniar E, vectorul nul este elementul neutru pentru adunare — adică unicul vector {\displaystyle \mathbf {0} _{E}\in E} astfel încât {\displaystyle \mathbf {x} +\mathbf {0} _{E}=\mathbf {x} } pentru orice {\displaystyle \mathbf {x} \in E.} În spațiul euclidian {\displaystyle \mathbb {R} ^{n},} este vectorul cu toate coordonatele nule, adică vectorul {\displaystyle (0,\ldots ,0).}
Notații uzuale pentru vectorul nul sunt {\displaystyle \mathbf {0} _{E},\,\mathbf {0} ,\,{\vec {0}}} și {\displaystyle {\underline {0}}}. Când nu există un risc de confuzie cu elementul neutru al corpului de bază al lui E, poate fi notat, mai simplu, cu {\displaystyle 0.}